# Сіроглазівська культура
Сіроглазівська культура — археологічна культура  середньокам'яної та ранньої новокам'яної діб.
Датується XI — V тис до Р.Х.. Назва за селищем Сіроглазове Харабалінського району Астраханської області.

## Поширення
Північний Прикаспій Волго-Уральського міжріччя з центром на ранній стадії на півдні Рин-пісків й на пізній стадії на північний схід від раннього центру.
Раніше вважалося, що до сіроглазівської культури належав північно-західний Прикаспій між Волгою й Кумо-Маничською западиною. Сучасна археологія означає на цій території споріднену харбинську культуру, яка разом з сіроглазівськоїю відноситься до північнокаспійської культурно-історичної спільності.

## Дослідження
Виділена А.Н. Мелентьєвим, що відніс пам'ятки північного й північно-західного Прикаспія мезоліту на раннього неоліту до сіроглазівської культури. Пізній неоліт він відніс до прикаспійської культури. За останні десятиріччя відкрито десятки мезолітичних поселень північно-західного Прикаспія та лівобережжя нижнього Поволжя (Рин-піски). За результатами досліджень висновки Мелентьєва були розширені та де в чому змінені.

## Північний Прикаспій - Волзько-Уральське міжріччя
Для Волго-Уральського міжріччя виділено (І.Б. Васильїв, А.А. Виборнов, А.М. Комаров й А.А. Ластовський) 2 групи різночасних пам'яток: жекалганські та істайські.
Жекалганська група відноситься до раннього мезоліту з поселеними розмішеними топографічно на нижчих відмітках за істайські. Концентруються на півдні Рин-пісків. Крем'яні вироби присутні на пам'ятках ранньої групи: мікрорізци зі зломаник на куту платинок, низькі сегменти з односторонньою обробкою лез, довгі та широкі паралелограми, оброблені напівкрутою ретушшю з одного краю з брюшка; притупляюча ретуш.
Істайська група належить до пізнього мезоліту. Концентруються на північний схід від жекалганської групи пам'яток. Вироби: різці зі зламаним на куту пластинок, високі сегменти з двухсторонньою обробкою, вузькі та короткі паралелограми, трикутники й кінцеві скребачки. Ретуш крайова з брюшка полога.
І.Б. Васильев вважає жекалганську та істайську групи пам'яток окремими культурами, що утворилися від міграційних хвиль. Є.В. Козин та П.М. Кольцов підтримують Мелентьєва у тому що мезолітичні та неолітичні пам'ятки належать до однієї сіроглазівської культури, що мала декілька фаз розвитку.
Більшість дослідників сходяться на близькості різних груп пам'яток, незважаючи на міграційні хвилі у регіоні.

## Північно-західний Прикаспій
Тут присутні статифіковані пам'ятки Ар-Доланг-1 й Му-Кюкн-2. Ранні пам'ятки: стоянки Яш-куль-5, Му-Кюкн-2 та інші. Вони розташовані на низовинах біля невеликих водойм.
Мікропластини, пластинки, отримані шляхом скалування з прямосторонніх конусоподібних неклеусів. Більшість знарядь праці виготовлені на пластинчатих сколах. У вторинній обробці застосовується притупляюча ретуш. Крем'яні знаряддя праці: кінцеві скребачки, пластини з притупленою спинкою й поперечним або косозрізаним кінцем, пластинчаті наконечники стріл з черешком, мікрорізці на куту пластинок, низькі продовжені сегменти з крутою ретушшю за вигином лез, прямокутні вкладиші, симетричні трапеції оброблені крутою ретушшю по боках та іноді по верхньому основанню.
Інвентар подібний до передкавказького та закавказького. Найбільшої подібності має з інвентарем стоянок: Едзані, Квачара, Сатанай, Комарове, Томузлівка й Дубівка, Гофітське.
Найбільша тотожність у добу раннього мезоліту з пам'ятками сіроглазівської культури жекалганської групи за низькими сегментами, оброблені ретушшю за вигином лез, різці на куту пластинки, січення пластин оброблених пологою ретушшю з брюшка. Подібні вироби присутні у мезоліті Криму та Причорномор'я. З найвіддалених пам'яток подібність до передньоазійських Зарзі та Шанідар, де присутні сегменти двосторонньої обробки, що називаються "виробами з гелуанською ретушшю". Проте повна подібність виробів вищевказаних територій відсутня.
Різниця між північнокаспійська (найхарактерніші сегменти з паралелограмами за невеликою чисельності трапецій) та північно-західна (найхарактерніші пластинчатих наконечників стріл, стале поєднання сегментів, трапецій та трикутників) вказує на приналежність до різних археологічних культур.
Склад фауни стоянки Ар-Доланг-1 (коні, сайги, бик та інші), відповідає більш вологому за сучасний клімат бореальному періоду раннього голоцену (10 - 8 тисячоріч назад за М.І. Нейштадту).
У пізньому мезоліті у північнозахідному прикаспії наступає харбинська культура (виділена П.М. Кольцовим). Їй характерні пластини з чіткою огранкою, присутність кінцевих та округлих скребачок, вкладишна техніка. Аналоги харбинським виробам можна зустріти у пам'ятках істайської групи північного Прикаспія, на Передкавказзі та у Закавказзі, у Зарзі та Шанідарі. Проте харбинська технологія самостійно розвивається у пізньому мезоліті (не пізніше 7 сторіччя до Р.Х.) на міцевій основі, що розвиваються далі вже у час неоліту. Саме місцеве походження харбинських пам'яток відносить північно-західний Каспій до однієї харбинської культури у всій середньокам'яній добі.
У формуванні харбинської культури є вплив північно-західного Кавказу.

## Північнокаспійська культурно-історична спільність
Генетична близькість мезолітичних культур північного та північно-західного Прикаспія, єдність культурного та господарського типу, що обумовлено подібними природно-кліматичними умовами дозволяє об'єднання сіроглазівської та харбинської культур у північнокаспійську культурно-історичну спільність.